# Battenheim
Battenheim es una comuna francesa, situada en el departamento de Alto Rin, en la región  de Alsacia.
Battenheim forma parte del área suburbana norte de la ciudad de Mulhouse.

## Demografía
| 620 | 757 | 813 | 1003 | 1174 | 1322 |
| Para los censos de 1962 a 1999 la población legal corresponde a la población sin duplicidades (Fuente: INSEE [Consultar]) |     |     |      |      |      |

## Patrimonio
- Iglesia de Saint Imier, del siglo XVIII. Posee un órgano restaurado del año 1720. Crucero de 1776.
- Molino de agua en el río Quatelbach.